# Contrato administrativo (España)
El contrato administrativo es una figura perteneciente al régimen de contratación del sector público de España. Su regulación general se recoge en la Ley 9/2017, de 8 de noviembre, de Contratos del Sector Público. .
No deben confundirse los contratos administrativos con los contratos celebrados por Administración Pública. Un contrato administrativo siempre se celebrará por una Administración Pública, pero éstas también pueden celebrar contratos privados.

## Requisitos
Para que un contrato tenga la consideración de administrativo, ha de cumplir un requisito subjetivo y otro objetivo. Así, han de ser celebrados por un determinado tipo de sujeto, y deben consistir en una prestación objetiva de naturaleza tipificada, mixta o especial.

### Subjetivos
Los contratos administrativos habrán de ser necesariamente celebrados por entidades, entes u organismos pertenecientes a la categoría de Administración Pública.La Ley de Contratos del Sector Público atribuye el carácter de Administración Pública a las siguientes organizaciones, entes o entidades:
- - La Administración General del Estado, las Administraciones autonómicas y los Entes que integren la Administración Local.
  - Las entidades gestoras y los servicios comunes de la Seguridad Social.
  - Los Organismos autónomos.
  - Las Universidades Públicas.
  - Las Administraciones independientes.
  - Las entidades de derecho público vinculadas a una o varias Administraciones Públicas cuya actividad principal no consista en la producción en régimen de mercado de bienes y servicios destinados al consumo, o que efectúen operaciones de redistribución de la renta y de la riqueza nacional, en todo caso sin ánimo de lucro.
  - Las entidades de derecho público vinculadas a una o varias Administraciones Públicas que no se financien mayoritariamente con ingresos obtenidos como contrapartida a la entrega de bienes o a la prestación de servicios.

### Objetivos
No obstante, la Ley de Contratos también exige el cumplimiento de diversos requisitos objetivos para que el Contrato pueda ser calificado como administrativo. En función de tales rasgos objetivos, los contratos administrativos se clasifican a su vez en típicos, mixtos y especiales.

#### Contratos administrativos típicos
La Ley establece expresamente una serie de tipos de contrato celebrado por las Administraciones Públicas, regulando las características esenciales de cada uno de ellos. De esta manera, son contratos típicos:
- Los contratos de obras.
- Los contratos de concesión de obras públicas.
- Los contratos de gestión de servicios públicos.
- Los contratos de suministro.
- Los contratos de servicios.
- Los contratos de colaboración entre el sector público y el sector privado.

Se consideran típicos porque se ajustan a los tipos regulados con detalle en la Ley, y salvo excepciones, son las figuras que tradicionalmente se han ajustado al concepto de contrato público por excelencia. 
El régimen jurídico aplicable a la preparación, adjudicación, efectos y extinción de los contratos administrativos típicos será el contemplado en la Ley de Contratos del sector público, actuando como supletorio el Derecho administrativo, y en defecto de ambos, el Derecho privado.
Por otra parte, la Jurisdicción Contencioso-Administrativa será competente para el conocimiento y resolución de lo relativo a la preparación, adjudicación, cumplimiento, efectos y extinción de los contratos administrativos.

#### Contratos administrativos mixtos
Los contratos administrativos mixtos son una subcategoría de los contratos administrativos, caracterizados por contener prestaciones propias de varios tipos de contrato administrativo. Existiendo diversidad de normas aplicables para su adjudicación, se estará a la regulación de la prestación que dentro del contrato tenga un contenido económico mayor.
La incidencia de los contratos mixtos en la contratación del sector público es abundantísima. Sirva de ejemplo la instalación de un sistema de aire acondicionado, que incluya el montaje (contrato de obras), el propio aparato (contrato de suministro) y la asistencia técnica posterior (contrato de servicios).

#### Contratos administrativos especiales
Los contratos administrativos especiales son aquellos que se vinculan al giro o tráfico específico de la Administración Pública contratante; o bien, aquellos que satisfagan directa e inmediatamente una finalidad pública que sea competencia de la Administración contratante.
Su régimen jurídico estará determinado por su regulación específica, y subsidiariamente, la Ley de Contratos del Sector Público. Supletoriamente, aplicará el resto de normas de Derecho administrativo, y en su defecto, las normas del Derecho privado.
De nuevo, la Jurisdicción Contencioso-Administrativa será competente para el conocimiento y resolución de lo relativo a la preparación, adjudicación, cumplimiento, efectos y extinción de los contratos administrativos especiales o atípicos.

## Procedimiento
La Ley de Contratos del Sector Público no establece expresamente un procedimiento de contratación específico para los contratos administrativos, si bien exige dicho procedimiento respecto a los contratos celebrados por las Administraciones Públicas, que podrán ser administrativos o privados. Así pues, dicho procedimiento se exige en todo contrato administrativo, no por disposición expresa, sino porque dichos contratos solo pueden ser celebrados por Administración Pública, que necesariamente habrá de seguir el procedimiento.